# سدفة

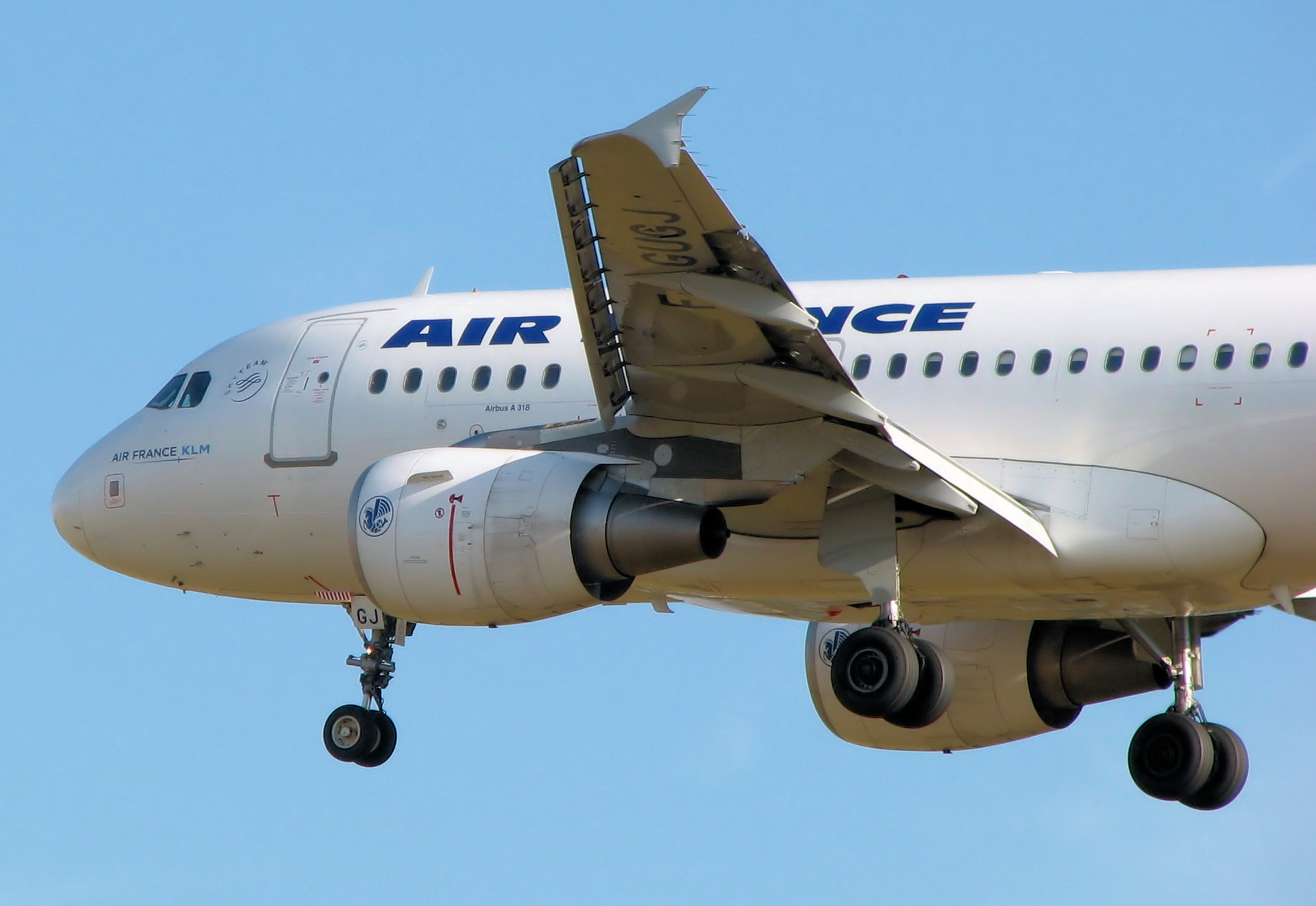
طائرة ايرباص 318 التابعة لإير فرانس وتبدو السدفات خارجة من الحافة الأمامية للجناح

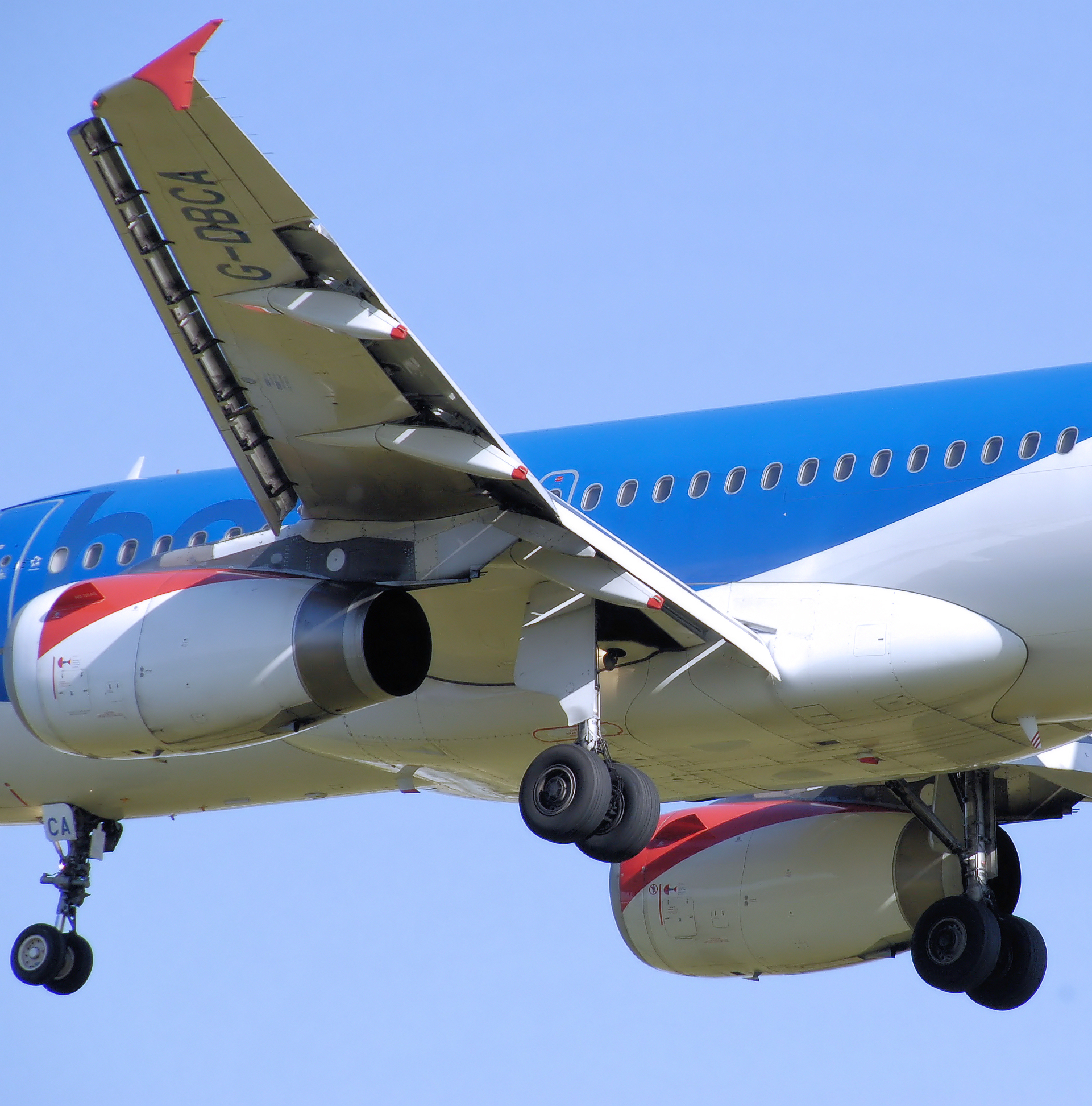
جناح لطائرة ايرباص 319 التابعة لبي إم أي ويبدو امتداد السدفات بالحافة الأمامية والقلابات بالحافة الخلفية

السُّدْفَة (بالإنجليزية: Slat)‏ هي إحدى أسطح التحكم للديناميكية الهوائية الموجودة بالحافة الأمامية لجناح الطائرة، ومهمتها بأن تمتد للأمام للسماح للجناح بأن يعمل بشكل طبيعي عند زيادة في زاوية المواجهة، مما يعطي كفاءة أعلى للرفع الناشئ من زيادة تلك الزاوية مع السرعة. لذا فعند امتداد السدفة للأمام، فإن الطائرة يمكنها الطيران بشكل أبطأ وأيضا يكون الإقلاع والهبوط لمسافات أقصر. عموما هي تستخدم عند الهبوط أو محاولات المناورة مما يجعل الطائرة قريبة من الانهيار، ولكنها تنكمش إلى مكانها عند الطيران العادي لتقليل المقاومة.

## الأنواع
أنواعها كالتالي:
- آلي - تنساح السدفة بقوة إلى حافة الجناح الأمامية حتى تقل قوى الهواء ديناميكية فتسمح لها بالتمدد بواسطة زنبركات. ويستخدم ذلك عند الطائرات الخفيفة أو الصغيرة.
- ثابت - تكون السفدة ممتدة بشكل دائم. ويستخدم بشكل خاص بالطائرات الخاصة المنخفضة السرعة.
- يدار بالتحكم - يتم السيطرة على تمدد السدفة بواسطة الطيار حيث يكون لها تمديدات خاصة. وهذا النوع يستخدم بالطيران التجاري.

## كيفية العمل
عادة يأخذ وتر السدفة نسبة بسيطة من وتر الجناح. وقد تتمدد السدفة فوق الطرف الثالث من الجناح أو تتمدد فوق الحافة الأمامية بأكملها. كان هناك اعتقاد لبعض مهندسي ديناميكية الهواء السابقين بأن السدفة تعمل بإضافة تيار قوي إلى مجرى السطح الانسيابي للحامل الرئيسي، مما يعطي الطاقة للطبقة الهوائية المتاخمة فيؤخر عملية الانهيار. في الواقع فالسدفة لا تعطي الهواء للشقبة Slot (وهي فتحة الهواء ما بين السدفة وبدن الطائرة) ولكنها تقلل من السرعة، بالإضافة إلى أنه لايمكن أن يسمى هواء ذو طاقة عالية حيث أن الهواء الخارجي من الطبقة المتاخمة (بالإنجليزية: boundary layer)‏ له نفس الإتجاه. إذن فالتأثيرات الحقيقية للسدفة هي:
- تأثير السدفة: تقل السرعة على الحافة الأمامية لنهاية مجرى السطح الانسيابي خلال عملية التدوير في بداية المجرى، وبذا يقل ضغط نهاية المجرى.
- تأثير التدوير: يرفع تدوير نهاية المجرى من تدوير بداية المجرى مما يساهم بتقوية الكفاءة الإيروديناميكية.
- تأثير التفريغ: يزداد افراغ السرعة على الحافة الخلفية من السدفة خلال تدوير السطح الانسيابي وبالتالي يخفف من مشاكل الانفصال أو زيادة الرفع.
- استعادة ضغط سطح الانسيابي : التباطؤ في آثار السدفة يحدث بطريقة فعالة، وبعيدا عن أي اتصال مع السطح.
- تأثير الطبقة المتاخمة المتجدد: كل عنصر جديد ينطلق مع طبقة متاخمة متجددة في حافتها الأمامية. فالطبقة المتاخمة يمكنها تحمل درجة انحدار معاكسة قوية.

للسدفة نظير موجود في جناح الطيور ويتكون من مجموعة ريش موجودة باطراف أصابع الجناح ويسمى بالجناح المزيف ويتمدد بتحكم من الأصابع.

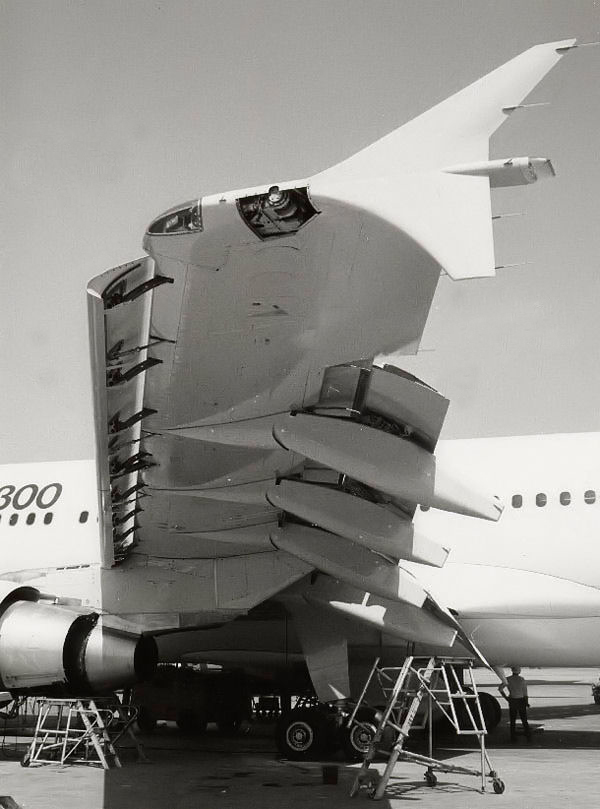
موقع سدفة الطرف الأمامي على طائرة A300. ويرى هنا أن السدفة ممتدة.

## البداية
ظهرت السدفة لأول مرة عن طريق المهندس الألماني جوستاف لاجمان سنة 1918. حيث سقطت طائرته خلال انهيار مما سببت بظهور فكرة طبقها على أرض الواقع بحيث وضع قطعة صغيرة من الخشب بمقدمة الجناح لتقليل سرعة الانهيار. وقدم براءة اختراع السدفة في ألمانيا سنة 1918. رفض المكتب الألماني لتسجيل براءات الاختراع تسجيلها في البداية بحجة عدم اقتناعه بفكرة إمكانية زيادة الرفع عن طريق تقسيم الجناح. ولكنه وافق في النهاية بتسجيلها عام 1922.
بصرف النظر عن لاجمان، فقد طورت شركة هاندلي بيج البريطانية الجناح المشقوب (بالإنجليزية: slotted wing)‏ كطقريقة لتأخير الانهيار وذلك بتقليل الاضطرابات الهوائية فوق الجناح عند زاوية مواجهة عالية، وتم تقديم براءة اختراع سنة 1919، ولتفادي الإشكاليات القانونية في براءة الاختراع فقد توصل ملاك الشركة إلى اتفاقية مع لاجمان. وبنفس السنة تم تركيب السدفة على طائرة دي هافيلاند (De Havilland D.H.9) وطارت بها. واستمر لاجمان بالشركة بعدها لعدة سنوات وكان مسؤولا عن عدة تصاميم للطائرات ومن ضمنها طائرة (Handley Page Hampden) التي خدمت بالحرب العالمية الثانية.
الترخيص لهذا التصميم كان أحد مصادر الدخل الرئيسية للشركة خلال فترة العشرينات. فالتصميم الأصلي كان نوع من شقبة ثابتة موجودة بمقدمة الجناح، وهذا التصميم أوجد نوعا من طائرات ذات إقلاع وهبوط قصير.

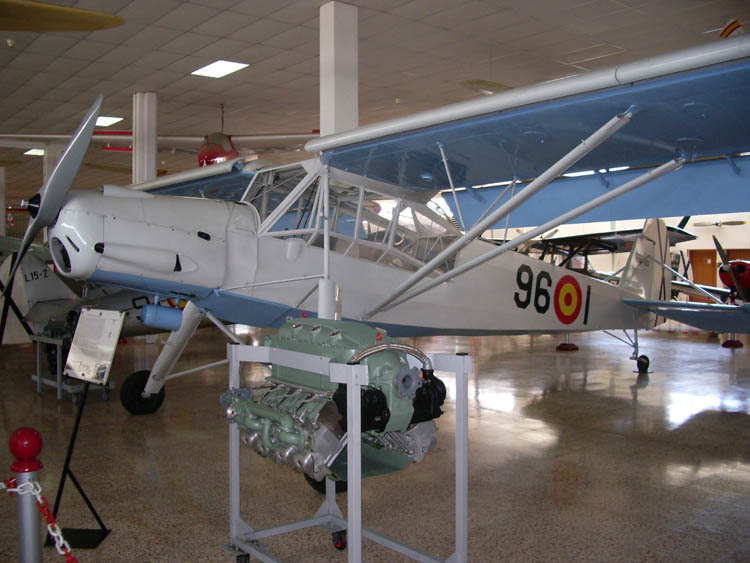
الطائرة الألمانية (Fieseler Fi 156) لديها شقبة ممتدة على الحافة الأمامية (سدفة ثابتة).

خلال الحرب العالمية الثانية كانت الطائرات الألمانية مزودة بنسخة متطورة من السدفة بحيث تعطي دفق راجع معاكس للجناح خلال ضغط الهواء لتقليل المقاومة، وتجحظ عندما يقل مرور تيار الهواء عند السرعات المنخفضة. ويرجع أصل تصميم معظم السدفات في ذلك الوقت إلى سدفة الطائرة الألمانية Fieseler Fi 156 Storch. حيث كانت تشبه بالتصميم السدفة القابلة للطي، ولكنها كانت شقبات ثابتة. الجناح المشقوب يسمح للطائرة بالإقلاع خلال رياح خفيفة بمسافة أقل من 45متر (150 قدم)، والهبوط بمسافة 18 متر (60 قدم). وتلك الطائرة كانت من تصميم شركة مسرشميت التي استخدمت سدفة الحافة الأمامية كقاعدة عامة.
في فترة ما بعد الحرب تم تشغيل السدفات كهربائيا وهيدروليكيا.